# Чандра, Манан
Манан Чандра (англ. Manan Chandra, род. 28 февраля 1981 года) — индийский профессиональный снукерист; также на высоком уровне играет в английский бильярд и пул.

## Биография и карьера
Манан Чандра 4 раза становился чемпионом Индии по «девятке», 2 раза — по «восьмёрке». В 2002 году он выиграл турнир по снукеру Asian (Pro) Play offs, благодаря чему перешёл на следующий сезон в мэйн-тур и получил статус профессионала. Однако там он не добился заметных результатов, и уже по окончании своего первого профессионального сезона покинул тур. После этого Чандра продолжил свою любительскую снукерную карьеру, совмещая её с пулом и английским бильярдом. В 2006 он вышел в полуфинал чемпионата мира IBSF, но проиграл Дэниелу Уорду со счётом 7:8. В 2008 он достиг 1/8 финала профессионально-любительского Sangsom 6-red Snooker International 2008. Высший брейк Чандры в снукере — 146 очков (хотя на практике он делал и максимальный брейк); в английском бильярде — 150.
Манан Чандра женат на Анюйе Тхакур, которая также на довольно высоком уровне играет в бильярд и снукер.